# Roger Adams
Roger Adams (Boston, 2 gennaio 1889 – Urbana, 6 luglio 1971) è stato un chimico statunitense.

## Biografia
Studiò a Berlino nel Kaiser Wilhelm Institut e alla Harvard University. È noto principalmente per aver sviluppato il catalizzatore di Adams, usato per reazioni di idrogenazione, idrogenolisi, deidrogenazione e ossidazione.
Allievo di Theodore William Richards, è stato professore dal 1919 al 1957 all'Università dell'Illinois (Urbana-Champaign).
Fu capo della missione scientifica consultiva del governo militare in Giappone nel 1947 e membro onorario di varie accademie di chimica straniere.
Svolse importanti ricerche di chimica organica: intermedi per coloranti, anestetici, composti arsenicali, succedanei di olii essenziali. È noto specialmente per aver preparato un catalizzatore di idrogenazione a base di platino e palladio di largo impiego in chimica organica.
Diresse la pubblicazione Organic reactions nel 1941 e fu autore dell'opera Organic synthesis, pubblicata in vari volumi nel 1929.

### Opere
- Organic synthesis